# Willi Stoph
Pour les articles homonymes, voir Stoph.
Wilhelm Stoph, dit Willi Stoph (prononciation allemande : [ˈvɪli ˈʃtoːf]), né le 9 juillet 1914 à Berlin-Schöneberg et mort le 13 avril 1999 à Berlin, est un homme politique est-allemand, membre du SED.
Il fait partie des principaux dirigeants de la RDA.

## Biographie

### Enfance, formation, guerre
Willi Stoph naît dans une famille d'ouvriers le 9 juillet 1914 à Schöneberg. Après la scolarité obligatoire, il suit un apprentissage de maçon à Berlin. Dans la fédération des jeunesses communistes d'Allemagne (KJVD) il exerce différentes fonctions ; en 1931, il devient membre du parti communiste d'Allemagne (KPD) ; il gagne sa vie en travaillant selon l'occasion comme maçon. Il travaille avec le service d'information de la KPD et participe à la résistance communiste contre les nazis. De 1935 à 1937, il fait son service militaire avec un régiment d'artillerie à Brandebourg-sur-la-Havel et reçoit son congé avec le grade d’Oberkanonier. Dans les années 1939/1940, il travaille comme technicien de la construction dans un bureau d'architecture à Berlin. En 1940, au cours de la Seconde Guerre mondiale, il est mobilisé, et blessé en 1942. En 1943, il a des relations avec le groupe de résistants rassemblés autour d'Anton Saefkow. En avril 1945, il n'est que Stabsgefreiter quand il est envoyé dans un camp de prisonniers soviétiques, dont il est libéré en juillet 1945.

### Carrière politique en RDA
Après sa libération, on lui confie la direction de l'industrie des matériaux du bâtiment et de celle de la construction au sein du KPD. En 1948, il devient responsable du département de la politique économique à la direction du SED. De 1950 à 1952, il est président de la commission économique de la Chambre du peuple, chef du bureau des questions économiques auprès du Conseil des ministres de RDA chargé de fonder le ministère de la sûreté de l'État (MfS) et de créer la police populaire casernée (KVP). En 1950, Willi Stoph devient membre du comité central (ZK) de la SED et représentant à la Chambre du peuple, deux fonctions qu'il gardera jusqu'en 1989 et la fin de la RDA. De 1952 à 1955, il est ministre de l'Intérieur. À ce poste, il a officiellement à sa disposition toutes les forces armées de la RDA. Après l'écrasement de la rébellion populaire du 17 juin 1953, il entre au Bureau politique du Comité central du SED.
De 1954 à 1962, il occupe la vice-présidence du Conseil des ministres. À partir de 1955, il est responsable de la police du peuple casernée (KVP), du ministère de la sûreté de l'État (MfS), de l'administration pour la technique, de l'administration pour la recherche et la technique nucléaire ainsi que du conseil scientifique pour l'application pacifique de l'énergie atomique. De 1956 à 1960, il est ministre de la Défense nationale et en cette qualité un des représentants du haut commandement des forces armées unies des États du pacte de Varsovie. Il est nommé en 1959 au grade de général de la Nationale Volksarmee. En 1960, il est chargé de la coordination et du contrôle de la mise en œuvre des décisions du comité central de la SED et du Conseil de ministres dans l'appareil administratif. De 1962 à 1964, il est premier vice-président du Conseil des ministres. En 1963/1964, il est membre du Conseil d'État. De 1964 à 1973, en tant que successeur du défunt Otto Grotewohl, il est président du Conseil des ministres et vice-président du Conseil d'État. En 1967, au moyen d'une lettre au chancelier fédéral Kurt Georg Kiesinger, il essaye de mettre en route des discussions inter-allemandes. En 1970, il rencontre le chancelier fédéral Willy Brandt d'abord à Erfurt, ensuite à Cassel.

#### Président du Conseil d'État
Après la mort de Walter Ulbricht en 1973, il devient président du conseil d'État, soit chef de l'État de RDA. Après les élections à la Chambre du peuple de 1976, on modifie la direction de l'État et du parti. Conformément au modèle soviétique, Honecker devient - comme avant lui Ulbricht – à la fois président du conseil d'État et chef de la SED. Stoph redevient alors président du conseil des ministres et vice-président du conseil d'État. Dans l'« Allemagne socialiste » il est considéré comme quelqu'un d'une « rigueur inflexible », à la discipline militaire et fidèle aux décisions prises jusqu'à leurs dernières conséquences. D'ailleurs on lui a collé l'étiquette de « Prussien rouge ».

## Le tournant de 1989 en RDA
Par ses mots « Rien ne va plus, Erich, il faut que tu t'en ailles » Willi Stoph provoque le 18 octobre 1989 la démission de Erich Honecker mais, sous la pression continuelle des fuites massives à l'Ouest et des manifestations, et sous l'influence des « réformateurs de la SED », Egon Krenz, Günter Schabowski et Hans Modrow, c'est à son tour Stoph qui démissionne le 7 novembre avec l'ensemble de son gouvernement. Jusqu’à la formation d'un nouveau cabinet dirigé par Hans Modrow, Stoph expédie les affaires courantes. Devant la Chambre du peuple, il reconnaît que la responsabilité politique du conseil des ministres n'a pas été conforme à la constitution. Il rejette sur Honecker et Günter Mittag la responsabilité principale de l'échec de la RDA.[réf. nécessaire]
Le 8 novembre, le bureau politique de la SED démissionne en bloc et Stoph avec lui. Le 17 novembre, il n'est plus membre du conseil d'État et quitte la Chambre du peuple. Le 3 décembre, le comité central l'exclut du SED. Le 8 décembre, il est inculpé par le procureur général d'abus de pouvoir, de corruption au détriment de l'économie nationale et d'enrichissement personnel, et il est arrêté. En novembre, on avait découvert qu'il possédait un rendez-vous de chasse à Müritz au milieu d'une réserve naturelle. Pourtant, en février 1990, il est libéré pour raison de santé et essaie d'obtenir l'asile politique en Union soviétique. Cependant, la direction du PCUS ne répond pas à sa requête.

## Procès de la RDA devant les tribunaux de la République fédérale
En mai 1991, Willi Stoph est arrêté dans le cadre des procédures visant à condamner les responsables des tirs sur les Allemands tués près du mur de Berlin. Pour raison de santé, il bénéficie d'un aménagement de peine et est mis en liberté sous contrôle le 14 août 1992. En novembre s'ouvre son procès devant le tribunal de grande instance de Berlin, il comparaît avec cinq autres anciens dirigeants de la RDA. En juin 1993, la procédure est close définitivement contre lui pour incapacité de prendre part aux débats. Le 10 octobre 1994, le tribunal administratif de Berlin décide de ne pas lui restituer son épargne, d'un montant total de 200 000 DM, confisquée en 1990.
Willi Stoph meurt à Berlin le 13 avril 1999.

## Distinctions
Willi Stoph est décoré de l'ordre du Mérite patriotique en 1954 et avec fermoir honorifique en 1965, de la médaille des combattants contre le fascisme en 1958, de la bannière du Travail en 1964, de l'ordre de Karl-Marx en 1969, 1974, 1984 et 1989, de l'ordre de Lénine et de l'ordre de Scharnhorst.
Il est héros du travail en 1964 et 1979 et héros de la RDA en 1984.